# Municipio de Williams (Míchigan)
El municipio de Williams (en inglés: Williams Township) es un municipio ubicado en el condado de Bay en el estado estadounidense de Míchigan. En el año 2010 tenía una población de 4772 habitantes y una densidad poblacional de 54,73 personas por km².

## Geografía
El municipio de Williams se encuentra ubicado en las coordenadas 43°37′7″N 84°5′57″O / 43.61861, -84.09917. Según la Oficina del Censo de los Estados Unidos, el municipio tiene una superficie total de 87.19 km², de la cual 86,9 km² corresponden a tierra firme y (0,33 %) 0,29 km² es agua.

## Demografía
Según el censo de 2010, había 4772 personas residiendo en el municipio de Williams. La densidad de población era de 54,73 hab./km². De los 4772 habitantes, el municipio de Williams estaba compuesto por el 97,25 % blancos, el 0,34 % eran afroamericanos, el 0,31 % eran amerindios, el 0,54 % eran asiáticos, el 0,48 % eran de otras razas y el 1,07 % eran de una mezcla de razas. Del total de la población el 2,41 % eran hispanos o latinos de cualquier raza.